# كريستوفر بي لونش
كريستوفر بي لونش (بالإنجليزية: Christopher P. Lynch)‏ هو شخصية أعمال أمريكي، ولد في 22 أبريل 1963.